# Santi Mina
Santiago Mina Lorenzo (Vigo, 1995. december 7. –) spanyol korosztályos válogatott csatár.

## Pályafutása
Mina a Celta Vigo csapatánál kezdett el focizni 2005-ben. 2012-ben a vigói klub B csapatánál játszott. A következő szezonban már az A csapatnál is pályára lépett. Debütálására 2013. február 16-án, egy Getafe elleni bajnokin került sor. A mérkőzés 66. percében állt be Iago Aspas helyére. Következő év szeptember 16-án megszerezte első gólját az Athletic Club ellen, ezzel ő lett a klub legfiatalabb gólszerzője. 2015. április 11-én mesternégyest ért el a Rayo Vallecano ellen, amire az 1978–79-es szezon óta nem volt példa a klub színeiben bajnoki mérkőzésen.
2015 júliusában 10 millió euróért a Valenciához igazolt. Első gólját a Barcelona ellen szerezte 2015. december 5-én, a találkozó 1-1-es döntetlennel végződött. Mina a 2017–2018-as szezon végére a Valencia egyik húzóembere lett. A Real Sociedad elleni meccsen duplázott, így csapata 2-1-re győzött, de betalált nevelőegyesülete, a Celta Vigo ellen is.
A 2018–2019-es szezon utolsó felkészülési mérkőzésén gólt szerzett a német Bayer Leverkusen ellen. A szezon első két mérkőzésén egyaránt 66 percet játszott, majd betalált egy felkészülési mérkőzésen az Alcoyano ellen. A Villarreal elleni mérkőzésen megsérült. 2018. november 7-én a Bajnokok Ligájában a svájci Young Boys ellen a 14. percben szerezte első gólját a mérkőzésen, majd a 43. percben Carlos Soler passzából ismét eredményes volt.

## Magánélete

### Családja
Édesapja, Santiago Mina szintén labdarúgó volt. Akárcsak fia, ő is játszott a Celta Vigo csapatánál.

### Vádemelés és elítélése
2019 decemberében Mina ellen vádat emeltek szexuális erőszakért egy két évvel korábbi esettel kapcsolatban. Ő és korábbi csapattársa, David Goldar 2022 márciusában került bíróság elé. 2022. május 4-én ítélték el szexuális visszaélés vádjával, a komolyabb vádpontban nem tudták bizonyítani bűnösségét. Négy év börtönbüntetést kapott és 50 ezer eurós kártérítés fizetésére szólították.
A meghallgatások során bebizonyították, hogy az áldozat visszatért a labdarúgók lakókocsijához, hogy az éjszakát Goldarral töltse, mikor Mina meztelenül belépett a járműbe és elállta az ajtót. Ezt követően a nő szájába erőltette nemi szervét és ujjait hüvelyébe helyezte, ezzel neki sérüléseket okozva. Az áldozat elmondása az eseményekről kiegyensúlyozott volt, míg Mináé nem és nem egyezett meg Goldaréval se. Elítélése után Carlos Mouriño, a Celta Vigo elnöke száműzte a csapattól, majd a fellebbezési folyamat végéig visszafogadta az edzőközpontba és fizetését se veszítette el. 2023. július 20-án a fellebbezést elutasították, helybenhagyva a bíróság döntését.

## Statisztika
2023. május 31. szerint
| Klub                  | Szezon           | Bajnokság | Bajnokság | Kupa  | Kupa | Nemzetközi | Nemzetközi | Összesen | Összesen |
| Klub                  | Szezon           | Mérk.     | Gól       | Mérk. | Gól  | Mérk.      | Gól        | Mérk.    | Gól      |
| --------------------- | ---------------- | --------- | --------- | ----- | ---- | ---------- | ---------- | -------- | -------- |
| Celta Vigo            | 2012–2013        | 1         | 0         | 0     | 0    | —          | —          | 1        | 0        |
| Celta Vigo            | 2013–2014        | 29        | 2         | 2     | 1    | —          | —          | 31       | 3        |
| Celta Vigo            | 2014–2015        | 20        | 7         | 4     | 2    | —          | —          | 24       | 9        |
| Celta Vigo            | Összesen         | 50        | 9         | 6     | 3    | —          | —          | 56       | 12       |
| Valencia CF           | 2015–2016        | 26        | 4         | 4     | 1    | 6          | 3          | 36       | 8        |
| Valencia CF           | 2016–2017        | 29        | 6         | 2     | 0    | —          | —          | 31       | 6        |
| Valencia CF           | 2017–2018        | 32        | 12        | 6     | 3    | —          | —          | 38       | 15       |
| Valencia CF           | 2018–2019        | 30        | 7         | 5     | 4    | 10         | 2          | 45       | 13       |
| Valencia CF           | Összesen         | 117       | 29        | 17    | 8    | 16         | 5          | 150      | 42       |
| Celta Vigo            | 2019–2020        | 34        | 6         | 2     | 2    | —          | —          | 36       | 8        |
| Celta Vigo            | 2020–2021        | 34        | 12        | 1     | 1    | —          | —          | 35       | 13       |
| Celta Vigo            | 2021–2022        | 33        | 7         | 3     | 2    | —          | —          | 36       | 9        |
| Celta Vigo            | Összesen         | 101       | 25        | 6     | 5    | —          | —          | 107      | 30       |
| es-Sabáb (kölcsönben) | 2022–2023        | 27        | 6         | 1     | 0    | 1          | 0          | 29       | 6        |
| Karrier összesen      | Karrier összesen | 295       | 69        | 30    | 16   | 17         | 5          | 342      | 85       |

## Sikerei, díjai
- Valencia
  - Spanyol kupa: 2018–19